# زومليون
زومليون (بالإنجليزية:Zoomlion)، هي شركة صينية لتصنيع معدات بناء. وقد تأسست في عام 1992. ويقع مقرها الرسمي في تشانغشا.